# Underground Railroad

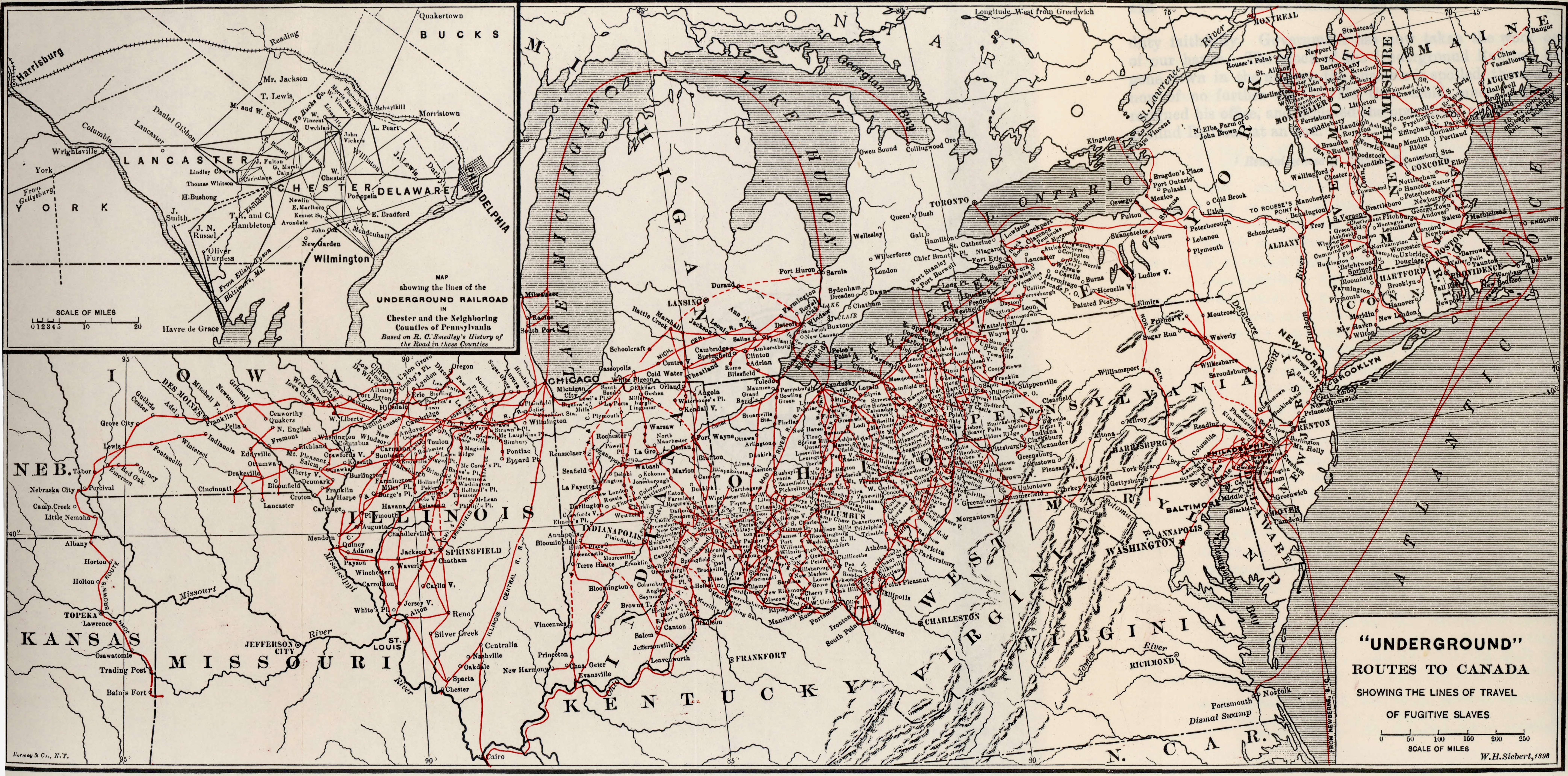
Routes van de Underground Railroad

De Underground Railroad was een clandestien netwerk van (vaak ad-hoc-)smokkelroutes in de Verenigde Staten waarlangs ontsnapte slaven de zuidelijke staten van de Verenigde Staten konden verlaten en een veilig heenkomen konden zoeken in noordelijke staten die weggelopen slaven beschermden, of anders in Canada of Mexico.

## Politieke achtergrond
De Railroad was een bron van grote wrevel tussen het Noorden en Zuiden van de Verenigde Staten. Veel noorderlingen sympathiseerden met diegenen die meehielpen ontsnapte slaven in veiligheid te brengen. De zuiderlingen eisten jarenlang de invoering van ingrijpende wetten om het oppakken van weggelopen slaven verplicht te stellen. In 1850 ging het Congres daarop in met de Fugitive Slave Act. Daardoor konden de voormalige slaven niet langer in de Verenigde Staten blijven en werden alle Railroadroutes die niet naar Canada of Mexico liepen opgeheven.

## Werking
De Underground Railroad bestond uit onderduikadressen en andere faciliteiten die in het bezit waren van sympathisanten van de abolitionistische beweging. Zij opereerde zoals vele grootschalige verzetsbewegingen: met veel losse cellen die weinig wisten over andere cellen en eigenlijk alleen een paar van hun "buurcellen" kenden. Vluchtende slaven reisden van het ene tussenstation naar het andere en bereikten het Noorden in verschillende stappen. De voornaamste medewerkers van de Railroad waren voormalige slaven en daarnaast quakers (leden van het Genootschap der Vrienden) en de leden van de Wesleyan Methodist Church (een methodistische stroming van het protestantisme), die een religieuze afkeer hadden van slavernij.
De belangrijkste eindbestemming van weggelopen slaven op de Railroad was het zuiden van de Canadese staat Ontario rond het Niagara-schiereiland en de stad Windsor. Ongeveer 30.000 mensen vluchtten met succes naar Canada. Dit leidde tot een belangrijke bevolkingstoename in de nog dunbevolkte Canadese koloniën en deze kolonisten vormden de basis voor de huidige zwarte bevolking van Ontario.
De Underground Railroad hield op te bestaan na het uitbreken van de Amerikaanse Burgeroorlog in 1861.

## Reverse Underground Railroad
De Underground Railroad was de slavenhouders en voorstanders van slavernij een doorn in het oog. Zij deden er alles aan om ontsnapte slaven te grijpen, onder andere door premies uit te loven voor opgepakte ontsnapte slaven. Premiejagers maakten hier gretig gebruik van. 
Zelfs in noordelijke staten van de VS waren voormalige slaven niet geheel veilig. Het kwam voor dat ze werden ontvoerd of in de val gelokt, of met behulp van de politie opgepakt, waarna ze geketend naar het zuiden moesten lopen en daar aan hun meesters werden teruggegeven. Zelfs vrije zwarten werden regelmatig ontvoerd: ze werden dan op de slavenmarkten verkocht.
Ook het om welke reden dan ook bezoeken van een slavenstaat door vrije zwarten was riskant; men zag hen daar niet graag uit angst dat zij opstanden zouden uitlokken. Ze liepen dan ook het risico gearresteerd of ontvoerd te worden en als slaaf verkocht te worden. Dit betrof met name zwarte zeelui. South Carolina legaliseerde dit zelfs in de Negro Seamen Act: iedere zwarte aan boord van een aangemeerd schip werd opgepakt. Tenzij de kapitein hen vrijkocht of zij bewijs van hun vrije status konden overhandigen, werden zij als slaaf verkocht.
Deze praktijken werden sarcastisch de Reverse Underground Railroad (omgekeerde ondergrondse spoorweg) genoemd.